# Yoshinkan
Yoshinkan är en aikidostil. Yoshinkan är en version av aikido som är utformad för att vara lättare att lära sig än traditionell aikido, samtidigt som stilen ska ha samma effektivitet och "känsla" som traditionell aikido. Den utvecklades av by Gozo Shioda (1915-1994) strax efter andra världskriget. Stilen är mer baserad på strid och slag än traditionell aikido, och är bättre lämpad för användning i situationer "på gatan".